# Гонзалес (град, Калифорния)
Гонзалес (на английски: Gonzales) е град в окръг Монтерей, щата Калифорния, САЩ. Гонзалес е с население от 8479 жители (по приблизителна оценка от 2017 г.) и обща площ от 3,7 km². Намира се на 41 m надморска височина. ЗИП кодовете му са 93926, а телефонният му код е 831.